# Lawsonellus attenuatus
Lawsonellus attenuatus är en insektsart som först beskrevs av Henry Fairfield Osborn 1928.  Lawsonellus attenuatus ingår i släktet Lawsonellus och familjen dvärgstritar. Inga underarter finns listade i Catalogue of Life.